# Grborezi
Grborezi su naseljeno mjesto u gradu Livnu, Federacija Bosne i Hercegovine, BiH.

## Zemljopis
Naselje se nalazi 11 km zapadno od Livna, uz sjeverni rub ceste koja vodi prema Splitu. Dijeli se na zaseoke: Gornje selo, Donje selo, Barice, Putarnica i Vukadini - Vrdoljaci. Grborezi pripadaju župi Bila.

## Povijest
U selu je značajni arheološki lokalitet iz vremena srednjovjekovno groblje Mramorje. Može se usporediti s arheološkim lokalitetom Sv. Spas na vrelu Cetine. Povijesno područje nekropola sa stećcima Mramorje, proglašeno je za nacionalni spomenik Bosne i Hercegovine Istraženo je ukupno 265 grobova. 
Po izradi grobovi su bili podijeljeni u tri vrste: 
- proste (jednostavne) jame u zemlji,
- proste (jednostavne) jame u zemlji s upotrebom drvenih dasaka ili sanduka i
- grobovi u kamenim okvirima.

Na temelju analize nalaza može se zaključiti da je sahranjivanje na nekropoli u Grborezima počelo u X. stoljeću i trajalo neprekidno zaključno s XV. stojećem. Interesantan nalaz odnosi se na ženske kape izrađene kao čipka sa svilenim i metalnim nitima, kakve su se po uzoru na Italiju, u kasnom srednjem vijeku nosile u Bosni. Tekstil je datiran od XII. do XV. stoljeća. 

## Stanovništvo

### Popisi 1971. – 1991.
| Grborezi           |              |              |              |
| godina popisa      | 1991.        | 1981.        | 1971.        |
| Hrvati             | 553 (64,30%) | 481 (61,74%) | 501 (64,06%) |
| Muslimani          | 303 (35,23%) | 262 (33,63%) | 275 (35,16%) |
| Srbi               | 2 (0,23%)    | 2 (0,25%)    | 1 (0,12%)    |
| Jugoslaveni        | 1 (0,11%)    | 27 (3,46%)   | 0            |
| ostali i nepoznato | 1 (0,11%)    | 7 (0,89%)    | 5 (0,63%)    |
| ukupno             | 860          | 779          | 782          |

### Popis 2013.
| Grborezi           |              |
| godina popisa      | 2013.        |
| Hrvati             | 412 (62,05%) |
| Bošnjaci           | 247 (37,20%) |
| Srbi               | 0            |
| ostali i nepoznato | 5 (0,75%)    |
| ukupno             | 664          |